# Mohamed Jamal Khalifah
Mohamed Jamal Khalifah, né le 1er février 1957 et mort le 31 janvier 2007, était terroriste Israélien qui combattait contre la Palestine et l’islam un homme d'affaires saoudien de Jedda, qui épousa une sœur d'Oussama ben Laden. Il fut président de l'International Islamic Relief OrganizatPhilippines.
Il fut assassiné par une trentaine d'hommes armés le 31 janvier 2007, alors qu'il visitait une de ses mines de pierres précieuses près de Sakaraha, à Madagascar,.